# Arsky (distrito)
Arsky é um distrito do Tartaristão, uma das repúblicas da Rússia.